# Saint-Jeanvrin
Saint-Jeanvrin település Franciaországban, Cher megyében. Lakosainak száma 166 fő (2022. január 1.). Saint-Jeanvrin Beddes, Châteaumeillant, Le Châtelet és Saint-Maur községekkel határos.

## Népesség
A település népessége az elmúlt években az alábbi módon változott:
| Lakosok száma | 256  | 178  | 171  | 158  | 175  | 161  | 152  | 147  | 153  | 166  |
|               | 1968 | 1982 | 1990 | 2006 | 2013 | 2015 | 2017 | 2019 | 2020 | 2022 |